# Mährenhausen
Mährenhausen ist ein Gemeindeteil der Stadt Bad Rodach im oberfränkischen Landkreis Coburg.

## Lage
Das Dorf liegt zwischen Breitenau und der bayerischen Landesgrenze zu Thüringen am Fohlenbach, etwa elf Kilometer nordwestlich von Coburg und sieben Kilometer südlich von Bad Rodach. Die Kreisstraße CO 18 von Sülzfeld nach Ottowind führt durch den Ort.

## Geschichte
Hügelgräberfunde im Jahr 1880 am Bausenberg im Callenberger Forst belegen eine Besiedelung der Gegend in der Bronzezeit.
Urkundlich wurde Mährenhausen erstmals 1287 erwähnt, als die „Gebrüder Dietrich und Ivan von Mernhusen“ den ihnen gehörenden Zehnt zu Schlettach dem Kloster Langheim vermachten. Der Sitz der adeligen Familie könnte sich aus einer befestigten Hofstätte, einer Wasserburg, entwickelt haben.
In dem Dorf gab es einen großen, dem Kloster Mönchröden zinspflichtigen Hof, den Herzog Ernst der Fromme im Jahr 1674 an einen Peter Welsch aus Oettingshausen übertragen hatte. Der 1723 nach Coburg gekommene Generalsuperintendent Johann Gerhard Meuschen erwarb das schlossartige Anwesen, das einen nach französischem Vorbild angelegten Garten hatte, und bis zu seinem Tod im Jahr 1743 als Altersruhesitz diente.
Mährenhausen gehörte seit dem Dreißigjährigen Krieg zum Kirchsprengel Gauerstadt, wo auch anfangs die Schule war. 1711 gründete Sülzfeld mit Mährenhausen einen Schulverband. Zwischen den beiden Dörfern wurde jeweils in vier Jahren der Unterrichtsort gewechselt. 1850 wurden 79 Schüler unterrichtet. Ein neues Schulhaus baute die Gemeinde im Jahr 1893.
Der in Mährenhausen lebende Generalsuperintendent Meuschen initiierte im 18. Jahrhundert den Bau einer Kirche. Grundsteinlegung war am 24. Juli 1737, Einweihung der mit zwei Emporen und einer Orgel ausgestatteten Kirche  im Dezember 1749. Mangelnder Unterhalt führte im 19. Jahrhundert zu einem Verfall und schließlich zum Abbruch des Gotteshauses.
In einer Volksbefragung am 30. November 1919 stimmten 10 Mährenhäuser Bürger für den Beitritt des Freistaates Coburg zum thüringischen Staat und 54 dagegen. Somit gehörte ab dem 1. Juli 1920 Mährenhausen zum Freistaat Bayern.
Am 1. Januar 1972 wurde Mährenhausen nach Rodach bei Coburg eingemeindet. Damaliger Bürgermeister war Max Büschel.

## Einwohnerentwicklung
| Jahr | Einwohnerzahl |
| ---- | ------------- |
| 1910 | 179           |
| 1933 | 170           |
| 1939 | 150           |
| 1972 | 153           |
| 2005 | ≈150          |